# Tennis magazin
Das tennis MAGAZIN ist eine deutsche Tenniszeitschrift aus dem Hamburger Jahr Top Special Verlag, die seit 1976 erscheint. Die Zeitschrift hat eine verkaufte Auflage von 18.040 Exemplaren (Quartal 1/2017). Chefredakteur ist seit Oktober 2016 Andrej Antic.